# Morti nel 1005
| Questa pagina contiene informazioni ricavate automaticamente dalle voci biografiche con l'ausilio del template Bio e di un bot. L'aggiornamento è periodico e automatico e ricostruisce completamente la pagina. Se manca una persona in questa lista, sei pregato di non aggiungerla, ma accertati piuttosto che la sua voce biografica contenga il template Bio e che i dati anagrafici siano correttamente compilati. Se il template Bio manca, inseriscilo tu stesso o, in alternativa, metti l'avviso {{tmp\|Bio}} che ne segnala la mancanza. Se i dati riportati sono sbagliati, correggi direttamente la voce biografica; le modifiche saranno visibili in questa lista entro pochi giorni. Per chiarimenti vedi il progetto biografie. La lista contiene solo le 7 persone che sono citate nell'enciclopedia e per le quali è stato implementato correttamente il template Bio. Pagina aggiornata al 13 gen 2025. |

- 25 marzo - Kenneth III di Scozia, re
- 31 ottobre - Abe no Seimei, astrologo giapponese (n. 921)
- 16 novembre - Alfrico, arcivescovo inglese
- 14 dicembre - Adalberone II di Metz, vescovo e monaco cristiano francese
- Sigmundur Brestisson, missionario norreno (n. 961)
- Isma'il Muntasir, principe persiano
- Yves I di Bellême, nobile normanno